# Internazionali di Tennis di Baviera 1994
Gli Internazionali di Tennis di Baviera 1994 sono stati un torneo di tennis giocato sulla terra rossa. È stata la 79ª edizione del torneo, facente parte della categoria ATP World Series nell'ambito dell'ATP Tour 1994. Si è giocato a Monaco di Baviera in Germania, dal 25 aprile al 2 maggio 1994.

## Campioni

### Singolare
Michael Stich ha battuto in finale  Petr Korda con il punteggio di 6–2, 2–6, 6–3

### Doppio
Evgenij Kafel'nikov /  David Rikl hanno battuto in finale  Boris Becker /  Petr Korda con il punteggio di 7–6, 7–5